# Canal de Donzère-Mondragon
Le canal de Donzère-Mondragon est un canal de dérivation du Rhône, situé dans le sud de la France. D'une longueur de 24 km, il se trouve entre les communes de Donzère dans la Drôme et de Mondragon en Vaucluse.

## Histoire
Les travaux débutent en 1947.

Engins américains de terrassement, issus du plan Marshall, National Archives and Records Administration.
Engins de terrassement américains, issus du plan Marshall, National Archives and Records Administration.

L'objectif de la réalisation de cet ouvrage fut de renforcer les capacités de production d'électricité française, grâce à la réalisation du barrage de Donzère-Mondragon.
En 1952, le canal est ouvert et le barrage mis en exploitation.

## Fonctions du canal
Situé à l'est du Rhône, le canal de Donzère-Mondragon permet de :
- améliorer la navigation fluviale sur le Rhône. Comme l'ensemble du Rhône à l'aval de Lyon, il est au gabarit européen de 11,40 m × 190 m ;
- contrôler la puissance et le débit du Rhône ;
- alimenter en eau de refroidissement par circuit totalement isolé le site nucléaire du Tricastin ;
- alimenter le barrage hydroélectrique de Donzère-Mondragon de Bollène, nommée « usine André Blondel ». Cette usine a été jumelée à l'écluse la plus haute de France, Saint-Pierre-de-Bollène (ou simplement « Bollène »), haute de 23 mètres.

## Éléments d'architecture

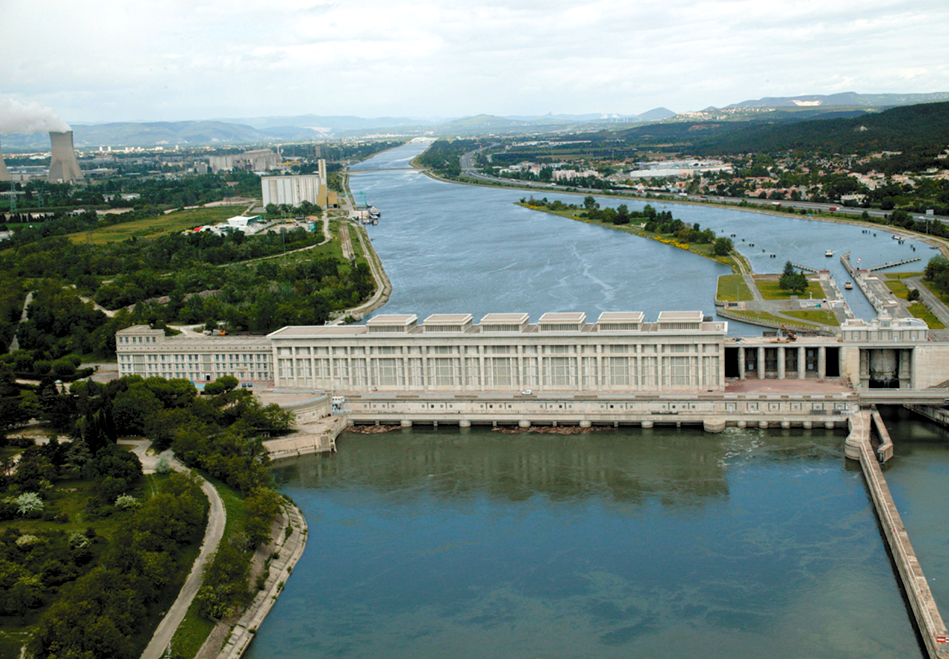
Barrage hydroélectrique de Donzère-Mondragon avec l'écluse à droite - vue amont.

### Le canal et le barrage
Le canal de Donzère-Mondragon est le plus long canal de dérivation du Rhône et en possède aussi la plus haute écluse, d'une hauteur de 23 mètres.
La centrale de Bollène, qui compte six groupes de production pour un débit maximum turbinable total de 1 970 m3/s, est aujourd'hui classée monument historique ; une passe à poissons a été réalisée à proximité.
Longues berges dont certaines ont été rénovées.

### Les ponts
Pour la circulation automobiles :
- pont en poutre construit en 1950[4] ;
- pont à haubans construit en 1952. 81 mètres de portée principale pour une longueur totale de 160 mètres. Ce pont dessiné par Albert Caquot a été le premier pont à haubans construit en France[5]. Toutefois, le pont de Lézardrieux (Côtes-d'Armor) comprenait des haubans depuis sa modification en 1925.

## Protection de la nature
Le canal et ses berges sont classés comme réserve de chasse et de faune sauvage sur toute sa longueur, et sa partie vauclusienne fait partie d'un site Natura 2000.